# Махмур (деревня)
Махмур (тат. Махмыр) — деревня в Высокогорском районе Республики Татарстан, в составе Казакларского сельского поселения.

## География
Деревня находится в 4 км от реки Илеть, в 44 км к северу от районного центра, посёлка железнодорожной станции Высокая Гора.

## История
Первоисточники упоминают о деревне с XVIII века.
В сословном плане, в XVIII веке и вплоть до 1860-х годов, жителей деревни причисляли к государственным крестьянам.
По данным переписей, население деревни увеличивалось с 26 душ мужского пола в 1782 году до 341 человека в 1949 году. В последующие годы численность населения деревни постепенно уменьшалась и в 2017 году составила 19 человек.
По сведениям из первоисточников, в начале XX столетия в деревне существовала мечеть. В 1999 году в деревне также была построена мечеть.
Административно, до 1920 года деревня относилась к Царёвококшайскому уезду Казанской губернии, с 1965 года относится к Высокогорскому району Татарстана.

## Экономика и инфраструктура
Полеводство, животноводство; эти виды деятельности являлись основными для жителей деревни также и в XVIII-XIX столетиях.